# Жутница
Жутница је насељено место у саставу града Крапине у Крапинско-загорској жупанији, Хрватска. До територијалне реорганизације у Хрватској налазила се у саставу старе општине Крапина.

## Становништво
На попису становништва 2011. године, Жутница је имала 248 становника.

## Попис1991.
На попису становништва 1991. године, насељено место Жутница је имало 305 становника, следећег националног састава:
| Попис 1991.‍ | Попис 1991.‍ | Попис 1991.‍ | Попис 1991.‍ | Попис 1991.‍ |
| ----------- | ----------- | ----------- | ----------- | ----------- |
|             |             |             |             |             |
| Хрвати      | Хрвати      |             | 300         | 98,36%      |
| Словенци    | Словенци    |             | 3           | 0,98%       |
| Срби        | Срби        |             | 1           | 0,32%       |
| непознато   | непознато   |             | 1           | 0,32%       |
| укупно: 305 |             |             |             |             |